# 里梅拉
里梅拉（義大利語：Rimella），是意大利韦尔切利省的一个市镇。总面积29平方公里，人口133人，人口密度4.6人/平方公里（2009年）。ISTAT代码为002113。